# Algis Kazulėnas
Algis Kazulėnas (ur. 26 sierpnia 1962 w Rakiszkach) – litewski polityk, z wykształcenia historyk, samorządowiec i muzealnik, od 2008 do 2012 poseł na Sejm.

## Życiorys
W 1986 ukończył studia z zakresu historii w Państwowym Instytucie Pedagogicznym w Wilnie.
Przez wiele lat pracował w Muzeum Krajoznawczym w rodzinnym mieście, dochodząc do stanowiska zastępcy jego dyrektora ds. nauki. W latach 1997–2000 sprawował mandat radnego rejonu rakiszeckiego. Ponownie zasiadał w samorządzie od 2007 do 2008, pełniąc jednocześnie funkcję zastępcy starosty tego rejonu.
Działał w Litewskim Związku Więźniów Politycznych i Zesłańców. W 2004 wraz ze swoim ugrupowaniem przystąpił do Związku Ojczyzny.
W wyborach parlamentarnych w 2008 uzyskał mandat posła na Sejm, pokonując w swoim okręgu w II turze wieloletniego deputowanego socjaldemokratów Vytautasa Saulisa. W 2012 nie uzyskał reelekcji. W 2015 powrócił natomiast do rakiszeckiego samorządu (reelekcja w 2019 i 2023).